# Evibacus princeps
Evibacus princeps is een tienpotigensoort uit de familie van de Scyllaridae. De wetenschappelijke naam van de soort is voor het eerst geldig gepubliceerd in 1869 door Smith.